# Diethylentriamin

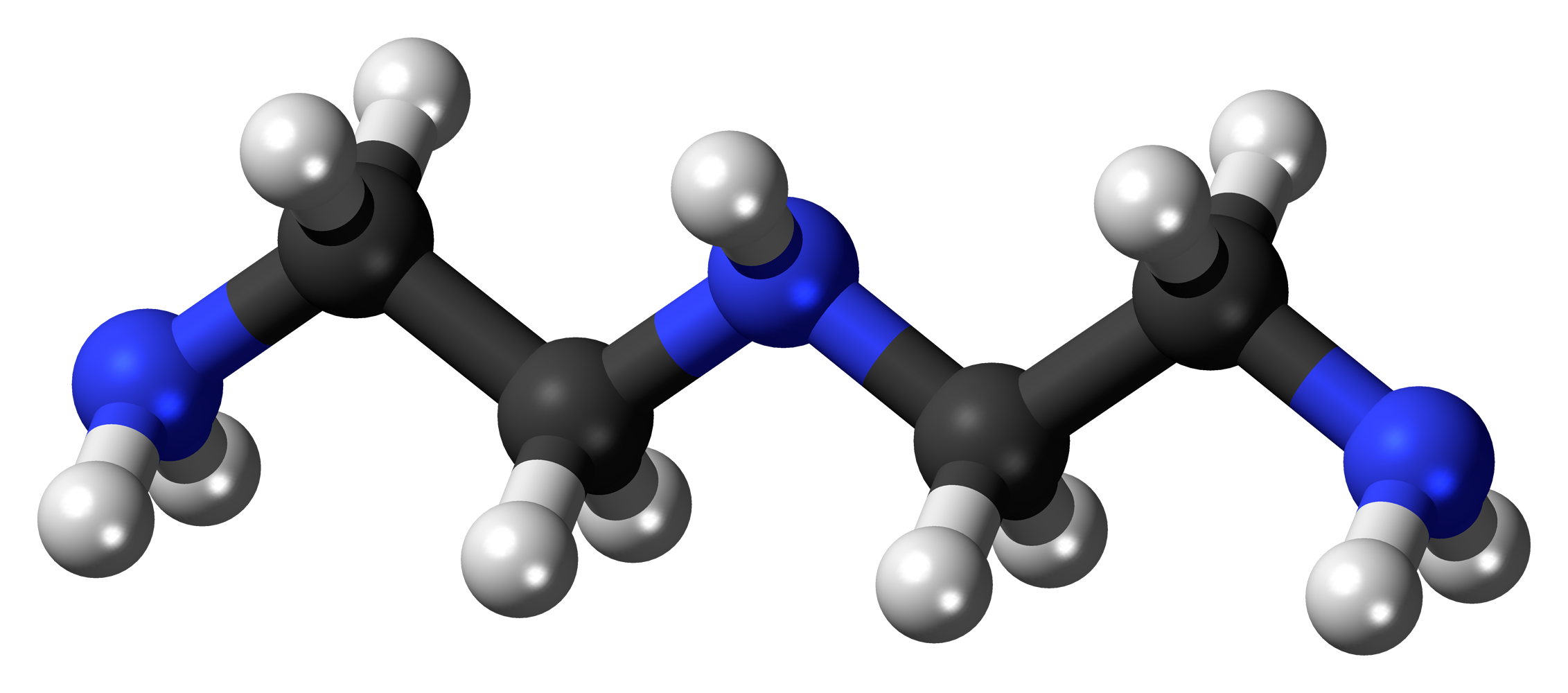
3D model molekuly Diethylentriaminu

Diethylentriamin (DETA, systematický název bis(2-aminoethyl)amin) je organická sloučenina, bezbarvá hygroskopická kapalina rozpustná ve vodě a uhlovodících. Jedná se o analog diethylenglykolu. Má podobné chemické vlastnosti jako ethylendiamin a též podobné použití. Jde o slabou zásadu. Používá se v olejářském průmyslu, jako rozpouštědlo síry, k extrakci kyselých plynů, jako tvrdidlo epoxidových pryskyřic a pro neutralizaci kyseliny fluorovodíkové při zasažení kůže.